# Bithynia textum
Bithynia textum е вид охлюв от семейство Bithyniidae.

## Разпространение и местообитание
Този вид е разпространен в Индия (Манипур и Пенджаб).
Обитава сладководни басейни, реки и потоци.